# تام میچل (بازیکن راگبی)
تام میچل (انگلیسی: Tom Mitchell؛ زادهٔ ۲۲ ژوئیهٔ ۱۹۸۹) بازیکن راگبی ۷ نفره اهل بریتانیا است.
وی در مسابقات کشوری و بین‌المللی در مجموع برندهٔ ۱ مدال نقره، ۱ مدال برنز شده‌است.